# Vári Bertalan
Vári Bertalan (Makó, 1973. május 30. –) Harangozó Gyula-díjas magyar táncművész, koreográfus. A Varidance alapítója, vezetője.

## Életpályája
1973-ban született Makón. 1987-1991 között a Magyar Táncművészeti Főiskola hallgatója volt.

### Szakmai életút
- 2011– Varidance (alapító, művészeti vezető, koreográfus, táncos)[3]
- 2008–2011 Presidance Company (alapító, művészeti vezető, koreográfus, táncos)
- 2000–2008 Experidance (koreográfus, táncos)
- 1997–2000 Szigligeti Színház, Szolnok
- 1991–1997 Honvéd Táncegyüttes

## Fontosabb munkái koreográfusként
| Színház / Produkció               | Cím                   | Rendező         | Bemutató éve |
| --------------------------------- | --------------------- | --------------- | ------------ |
| Magyar Állami Operaház            | János vitéz           | Szabó Máté      | 2023         |
| Bartók Kamaraszínház              | Egy csók és más semmi | Göttinger Pál   | 2022         |
| Pannon Várszínház                 | Hotel Menthol         | Vándorfi László | 2021         |
| Zikkurat Színpadi Ügynökség       | West Side Story       | Alföldi Róbert  | 2021         |
| Erkel Színház                     | István, a király      | Szinetár Miklós | 2020         |
| Átrium Film-Színház               | Chicago               | Alföldi Róbert  | 2018         |
| Dunaújvárosi Bartók Kamaraszínház | Toldi                 | Sipos Imre      | 2018         |
| Zikkurat Színpadi Ügynökség       | Hegedűs a háztetőn    | Alföldi Róbert  | 2017         |
| Budapesti Operettszínház          | Ördögölő Józsiás      | Somogyi Szilárd | 2013         |
| RaM Colosseum                     | Kőműves Kelemen       | Alföldi Róbert  | 2013         |
| Szegedi Szabadtéri Játékok        | István, a király      | Alföldi Róbert  | 2013         |
|                                   | Kabaré                | Alföldi Róbert  | 2012         |

## Díjai és elismerései
- Évad Táncosa-díj (1997)[4]
- Harangozó Gyula-díj (2000)[1]